# Archives of Biochemistry and Biophysics
Archives of Biochemistry and Biophysics ist eine wissenschaftliche Fachzeitschrift, die oft auch ABB oder Arch. Biochem. Biophys. abgekürzt wird. Die Erstausgabe erschien 1942 als Archives of Biochemistry, seit 1952 unter dem aktuellen Namen. Die Zeitschrift veröffentlicht Artikel aus allen Bereichen der Biochemie und Biophysik. Folgende Bereiche werden von der Zeitschrift abgedeckt:
- Enzyme und Proteinstruktur, Funktion, Regulation, Faltung, Umsatz und posttranslationale Veränderungen
- Biologische Oxidationen, Freie Radikalreaktionen, Redox-Signalwege, Oxygenasen und P450-Reaktionen
- Signaltransduktion, Rezeptoren, Membrantransport, intrazelluläre Signale und zelluläre und integrierter Metabolismus[3]

Der Impact Factor lag im Jahr 2023 bei 3,8. Nach der Statistik des ISI Web of Knowledge wurde das Journal 2014 in der Kategorie Biochemie und Molekularbiologie an 122. Stelle von 289 Zeitschriften und in der Kategorie Biophysik an 28. Stelle von 73 Zeitschriften geführt.
Chefredakteure sind Jian-Ping Jin (University of Illinois at Chicago, Chicago, Illinois, Vereinigte Staaten) und Henry Jay Forman (University of Southern California, Los Angeles, Kalifornien, Vereinigte Staaten).